# Épitrite quatrième
L’épitrite quatrième (grec ancien ἐπίτριτος Δ', epitritos tetartos, « quatrième vers agrandi du tiers » en référence au compte des mores du pied, 4 mores étant égaux à 3 + 1/3 de 3 ; latin epitritus ou epitritos quartus) est un pied tétrasyllabique de la métrique antique et notamment de la poésie grecque et latine. Il est composé de trois syllabes longues et d’une syllabe brève. Ce pied contient 7 mores.
Son schéma métrique est | — — — ∪ | décomposable en | — — | + | — ∪ | soit 4 + 3 mores.
Ex. le mot latin  Fescenninus  ou en grec le mot κωλύσαντα.
Le grammairien Héphestion d'Alexandrie mentionne des appellations alternatives, à savoir « karikos » (épitrite deuxième), « podios » (épitrite troisième) et « monogénès » (épitrite quatrième).
La poésie grecque utilisait principalement les épitrites deuxième et troisième ; le premier et le quatrième étaient considérés comme bancals par les Grecs. Les quatre variantes de pieds épitrites sont déjà énumérées par Denys le Grammairien.
Les vers dans lesquels alternent dactyles et épitrites sont appelés dactylo-épitrites, terme introduit par August Rossbach et Rudolf Westphal.